# Тимофеев, Валерий Александрович
Валерий Александрович Тимофеев (23 апреля 1941 — 22 мая 2016) — начальник Академии ФСБ, генерал-полковник, профессор, член-корреспондент РАЕН (1997).

## Биография
В 1966 окончил Горьковский политехнический институт имени А. А. Жданова. Сразу после окончания института работал инженером в Горьковском НИИ приборостроения (ныне АО ФНПЦ ННИПИ «Кварц» имени А. П. Горшкова). С 1967 на службе в органах государственной безопасности, прошёл путь от оперативного уполномоченного до заместителя министра безопасности, заместителя директора Федеральной службы безопасности, члена Коллегии ФСБ Российской Федерации. С марта по декабрь 1991 был начальником Управления КГБ по Горьковской области. С 1994 до 1999 возглавлял Академию ФСБ в Москве. Член Научного совета при Совете Безопасности РФ. Жил в посёлке Деденево, похоронен в Москве на Троекуровском кладбище.

### Звания
- генерал-полковник.

### Награды
Награждён орденом «За военные заслуги», медалью «За боевые заслуги», а также ведомственными наградами Российской Федерации.